# Lista de passos montanhosos na Suíça
Lista de passos montanhosos na Suíça:
- Passo de Balme
- Passo da Bernina
- Passo do Chasseral
- Passo da Cruz
- Passo do Forno
- Passo Ferret
- Passo da Forclaz
- Passo do Fréjus
- Passo da Furka
- Passo da Givrine
- Passo do Grande São Bernardo
- Passo Jungfraujoch
- Passo Kleine Scheidegg
- Passo do Lukmanier
- Passo Lunghin
- Passo de Morgins
- Passo do Marchairuz
- Passo do Mollendruz
- Passo dos Montets
- Passo do Nufenen
- Passo do Oberalp
- Passo do São Bernardino
- Passo do Pillon
- Passo do Simplon
- Passo de Sanetsch
- Passo de São Gotardo
- Passo de Spluga
- Passo da Vue des Alpes